# Уракин, Александр Борисович
Александр Борисович Уракин (род. 25 сентября 1978, Ленинград) — российский хоккеист, нападающий.
Воспитанник петербургского хоккея. Практически всю карьеру провёл во второй команде СКА в сезонах 1994/95 — 1998/99, 2000/01 — 2001/02. В сезоне 1997/98 дебютировал в чемпионате России в составе СКА, проведя 14 матчей. В следующем сезоне также сыграл 13 матчей за ХК «Воронеж». В сезонах 1999/2000 и 2001/02 выступал за петербургский «Спартак».